# 투리알바산

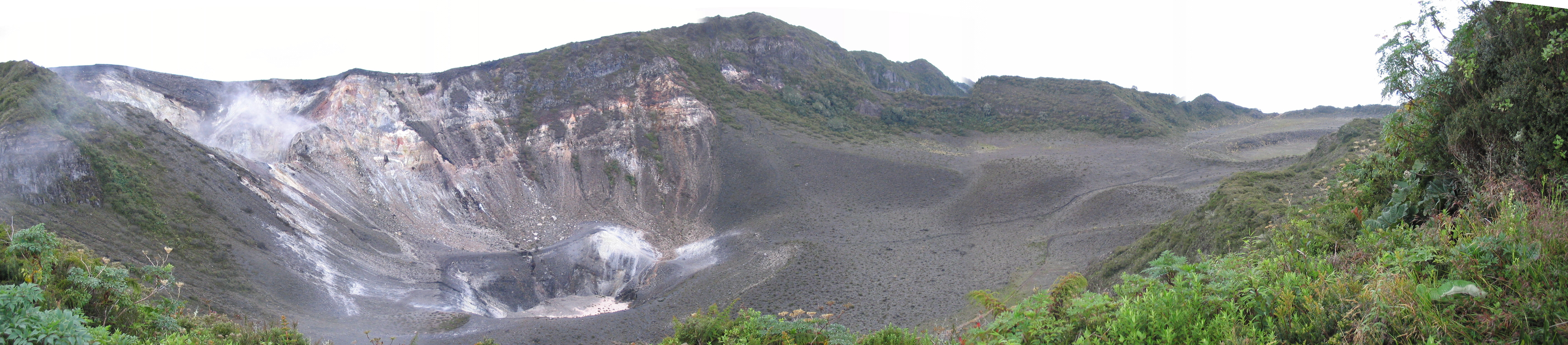
투리알바 산의 분화구. 총 세개가 있으며 맨 오른쪽에 있는 것은 활동이 끝난 화구, 왼쪽에 있는 나머지 둘은 활동이 활발한 화구이다.

투리알바산(스페인어: Volcán Turrialba)은 코스타리카의 이라수 화산 근처에 솟아있는 성층 화산으로, 활화산이다. 이 산은 국립공원으로 지정되었으며, 지금도 분화/화산 활동을(를) 보이고 있다. 분화구는 깊고, 절벽은 가파르다. 식물이 잘 자라며, 화산 활동이 활발하다.

## 2014년의 분화
2014년 10월, 화산이 분화하였다. 규모로는 약 150년만에 가장 규모가 컸다고 한다. 이번 분화로 인하여 화산재가 수도 산호세까지 퍼졌다. 그러나 인명피해는 보고되지 않았다고 하며, 분화구에서는 아직도 화산가스구름이 뿜어져 나오고 있다.